# Cheyenne County (Nebraska)
Cheyenne County is een county in de Amerikaanse staat Nebraska.
De county heeft een landoppervlakte van 3.099 km² en telt 9.830 inwoners (volkstelling 2000). De hoofdplaats is Sidney.

## Bevolkingsontwikkeling

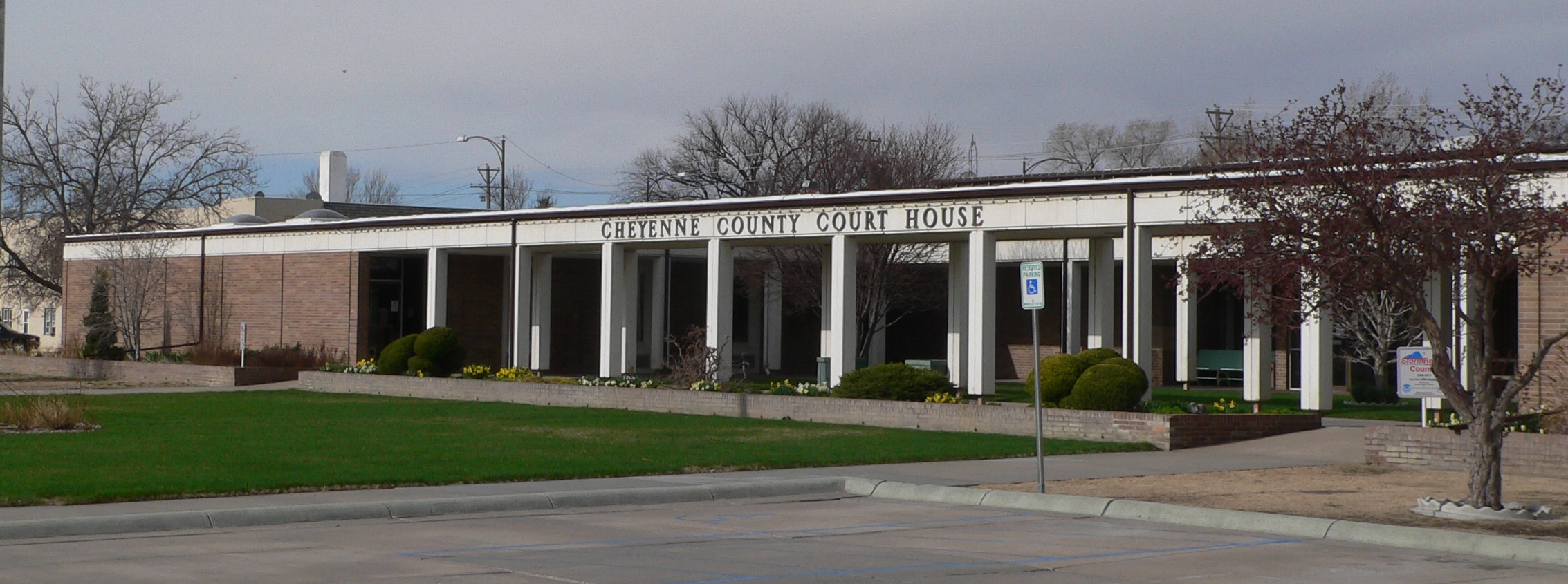
Cheyenne County Courthouse